# Umag Trophy 2016
La 4e édition de l'Umag Trophy a eu lieu le 2 mars 2016. La course fait partie du calendrier UCI Europe Tour 2016 en catégorie 1.2.
L'épreuve a été remportée lors d'un sprint massif par l'Allemand Jonas Bokeloh qui s'impose respectivement devant le Russe Mamyr Stash (Équipe nationale de Russie) et l'Italien Filippo Fortin (GM Europa Ovini).

## Présentation

### Équipes
Classé en catégorie 1.2 de l'UCI Europe Tour, l'Umag Trophy est par conséquent ouvert aux équipes continentales professionnelles croates, aux équipes continentales professionnelles étrangères dans la limite de deux, aux équipes continentales, aux équipes nationales et aux équipes régionales et de clubs.
Trente-trois équipes participent à cet Umag Trophy - deux équipes continentales professionnelles, vingt-quatre équipes continentales, deux équipes nationales et cinq équipes régionales et de clubs :
| Équipes continentales professionnelles | Équipes continentales professionnelles | Équipes continentales professionnelles |
| Nom de l'équipe                        | Pays                                   | Code                                   |
| -------------------------------------- | -------------------------------------- | -------------------------------------- |
| CCC Sprandi Polkowice                  | Pologne                                | CCC                                    |
| Stölting Service Group                 | Allemagne                              | SSG                                    |

| Équipes continentales            | Équipes continentales | Équipes continentales |
| Nom de l'équipe                  | Pays                  | Code                  |
| -------------------------------- | --------------------- | --------------------- |
| Adria Mobil                      | Slovénie              | ADR                   |
| Amplatz-BMC                      | Autriche              | AMP                   |
| Bridgestone Anchor               | Japon                 | BGT                   |
| Cycling Academy                  | Israël                | CAT                   |
| Felbermayr Simplon Wels          | Autriche              | RSW                   |
| Giant Scatto U23                 | Danemark              | GSU                   |
| GM Europa Ovini                  | Italie                | GME                   |
| JLT Condor                       | Royaume-Uni           | JLT                   |
| Klein Constantia                 | Tchéquie              | KLC                   |
| Kolss-BDC                        | Ukraine               | KLS                   |
| LKT Brandenburg                  | Allemagne             | LKT                   |
| Meridiana Kamen                  | Croatie               | MKT                   |
| Minsk CC                         | Biélorussie           | MCC                   |
| Norda-MG.Kvis                    | Italie                | NMG                   |
| Rabobank Development             | Pays-Bas              | RDT                   |
| Radenska Ljubljana               | Slovénie              | RAR                   |
| SKC Tufo Prostějov               | Tchéquie              | SKC                   |
| Synergy Baku Project             | Azerbaïdjan           | BCP                   |
| Tirol                            | Autriche              | TIR                   |
| Tusnad                           | Roumanie              | TCT                   |
| Vorarlberg                       | Autriche              | VOL                   |
| Wallonie Bruxelles-Group Protect | Belgique              | WBC                   |
| Whirlpool-Author                 | Tchéquie              | WHI                   |
| WSA-Greenlife                    | Autriche              | WSA                   |

| Équipes nationales         | Équipes nationales | Équipes nationales |
| Nom de l'équipe            | Pays               | Code               |
| -------------------------- | ------------------ | ------------------ |
| Équipe nationale de Russie | Russie             | RUS                |
| Équipe nationale de Serbie | Serbie             | SRB                |

| Équipes régionales et de clubs | Équipes régionales et de clubs | Équipes régionales et de clubs |
| Nom de l'équipe                | Pays                           | Code                           |
| ------------------------------ | ------------------------------ | ------------------------------ |
| Gragnano Sporting Club         | Italie                         | -                              |
| Novo Nordisk Development       | États-Unis                     | -                              |
| P&S Thüringen                  | Allemagne                      | -                              |
| Sava                           | Slovénie                       | -                              |
| Veloclub Ratisbona             | Allemagne                      | -                              |

## Classements

### Classement final
| Classement final | Classement final    | Classement final | Classement final           | Classement final  |
|                  | Coureur             | Pays             | Équipe                     | Temps             |
| ---------------- | ------------------- | ---------------- | -------------------------- | ----------------- |
| 1er              | Jonas Bokeloh       | Allemagne        | Klein Constantia           | en 3 h 21 min 2 s |
| 2e               | Mamyr Stash         | Russie           | Équipe nationale de Russie | m.t               |
| 3e               | Filippo Fortin      | Italie           | GM Europa Ovini            | m.t               |
| 4e               | Michele Viola       | Italie           | Meridiana Kamen            | m.t               |
| 5e               | Josip Rumac         | Croatie          | Synergy Baku Project       | m.t               |
| 6e               | Christopher Lawless | Royaume-Uni      | JLT Condor                 | m.t               |
| 7e               | Guillaume Boivin    | Canada           | Cycling Academy            | m.t               |
| 8e               | Jan Maas            | Pays-Bas         | Rabobank Development       | m.t               |
| 9e               | Rok Korošec         | Slovénie         | Radenska Ljubljana         | m.t               |
| 10e              | Dušan Kalaba        | Serbie           | Équipe nationale de Serbie | m.t               |
| modifier         |                     |                  |                            |                   |

### UCI Europe Tour
Cet Umag Trophy attribue des points pour l'UCI Europe Tour 2016, par équipes seulement aux coureurs des équipes continentales professionnelles et continentales, individuellement à tous les coureurs sauf ceux faisant partie d'une équipe ayant un label WorldTeam.
| Position           | 1er | 2e | 3e | 4e | 5e | 6e | 7e | 8e à 10e |
| Classement général | 40  | 30 | 25 | 20 | 15 | 10 | 5  | 3        |

## Liste des participants
- Liste de départ complète